# Carbasí
Le Carbasí (en catalan : Carbasí) est un site d'importance communautaire (SIC) situé dans la province de Barcelone, Catalogne, Espagne et couvre une superficie de 2,43 km2. C'est une zone naturelle située près de la ville d'Argençola, entre les comarques de l'Anoia et Segarra, riche en végétation sous-Méditerranée. Il est dominé a l'ouest, par un paysage de une diversité totalement méditerranéenne et progressivement plus sec et continental, avec beaucoup de faune et de flore. Les faits saillants des niveaux et de certains éléments de la flore et de la faune des hautes montagnes, sont à la frontière avec les contreforts des Pyrénées 

## La faune
L'intérêt du point de vue de la faune, réside dans les ses bonnes communautés d'oiseaux représentatifs de la région. Faits saillants de l'abondance de certaines espèces d'oiseaux de proie, tels que faucon, qui réalise haute densité, non seulement dans un espace petit, mais dans toute la zone où il est inmerso.

## Galerie

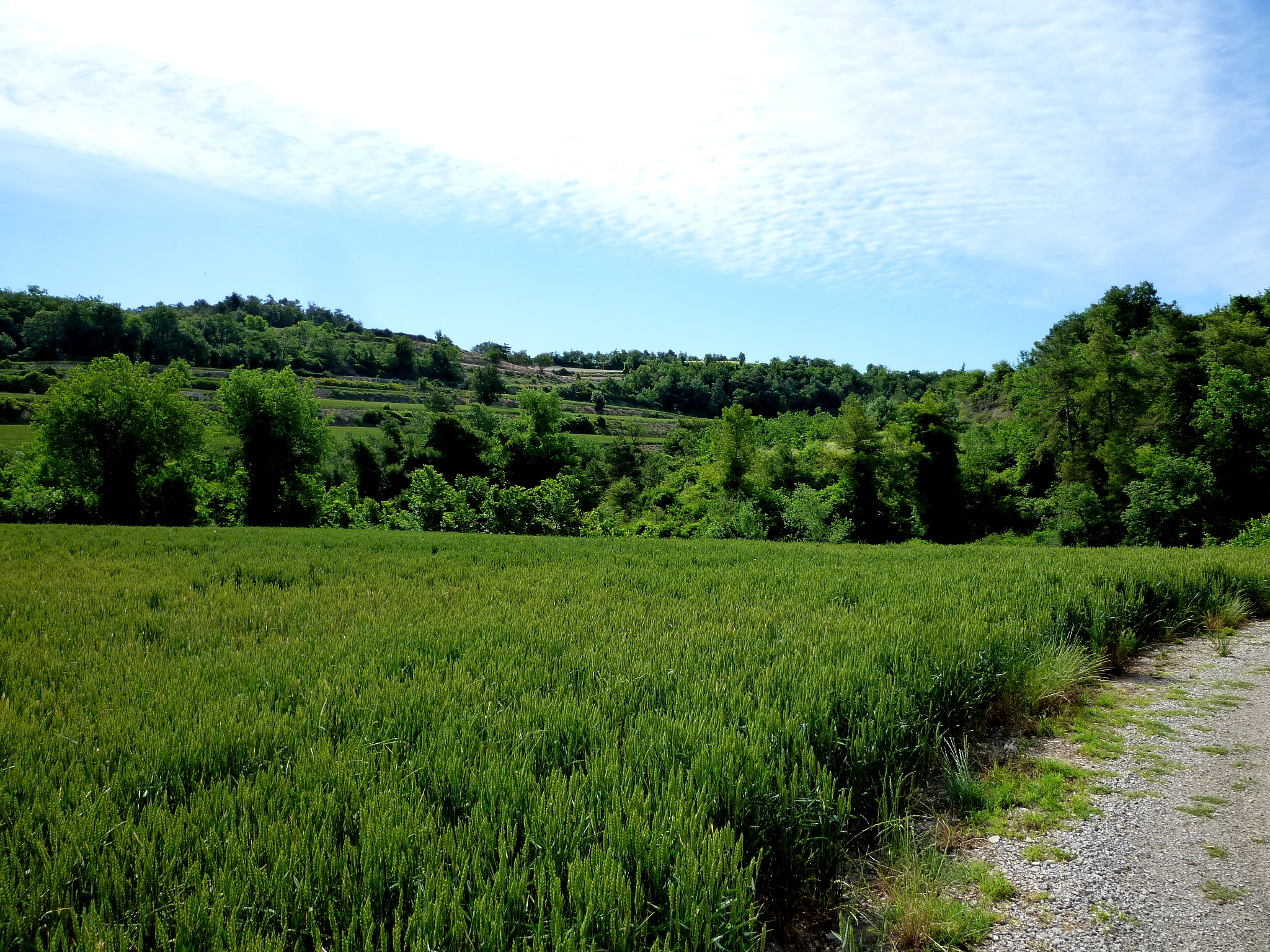
Carbasí.
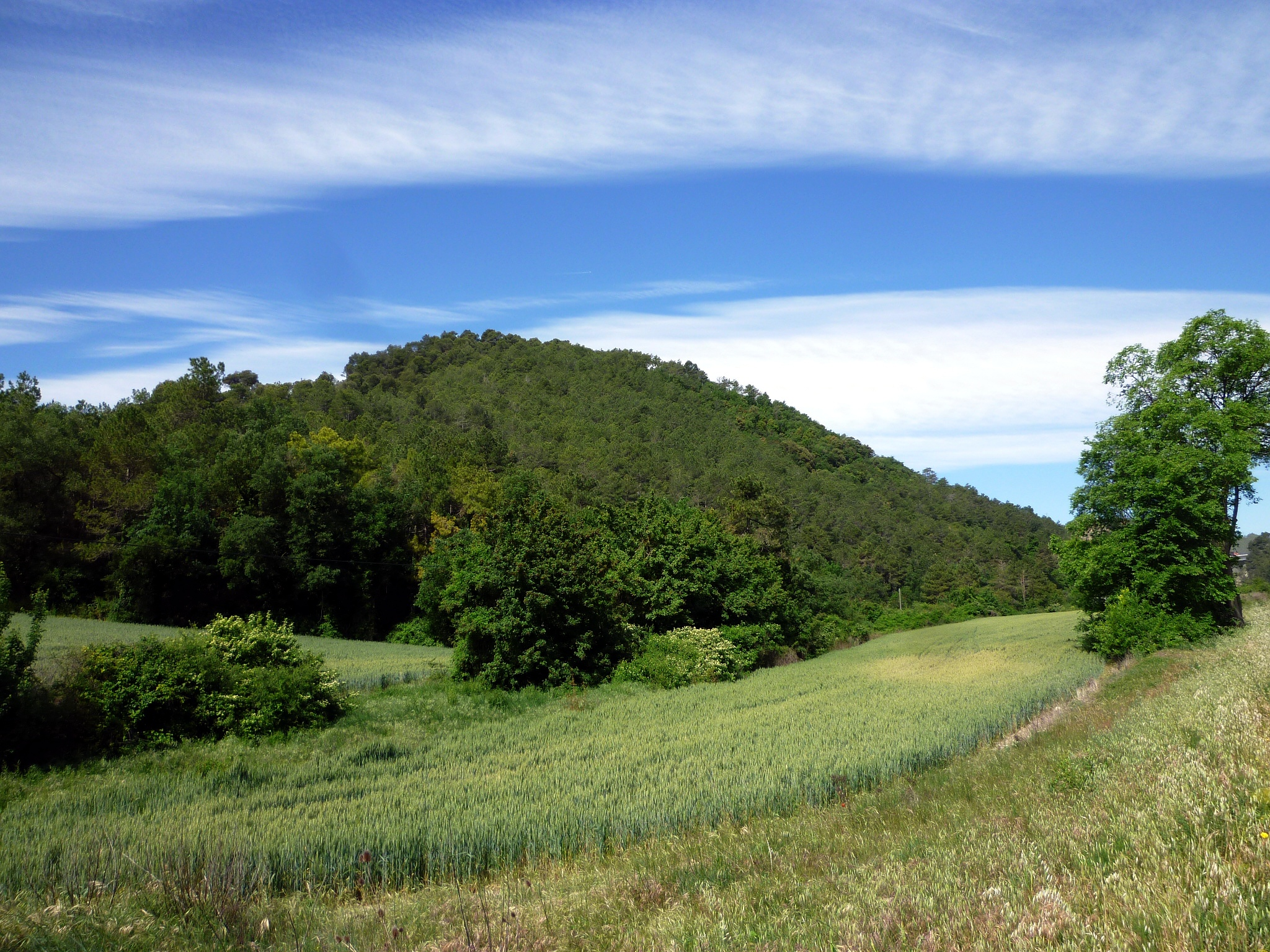
Carbasí.
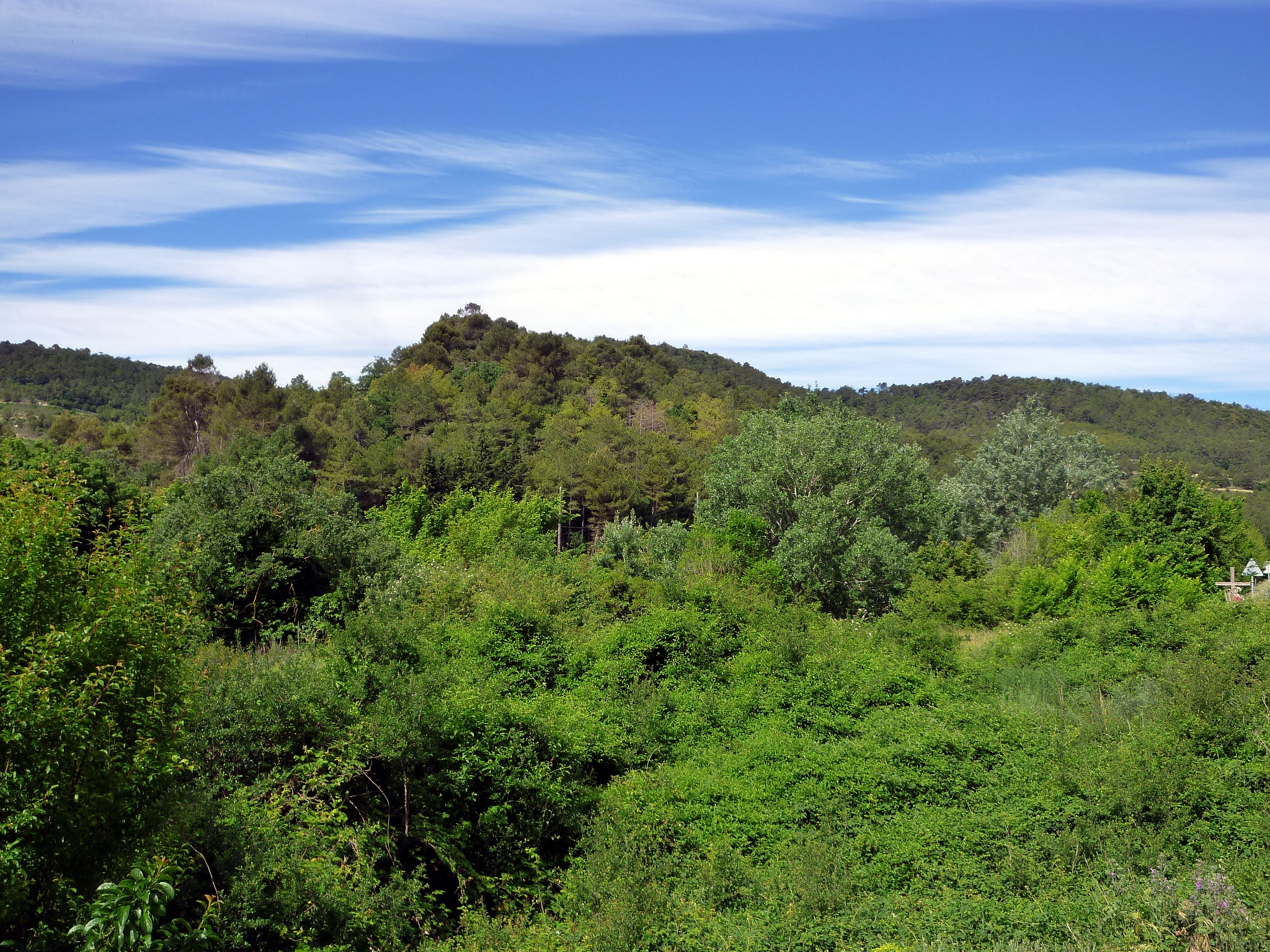
Carbasí